# STABEX
Il sistema STABEX è un meccanismo di stabilizzazione dei proventi derivanti dalle esportazioni dei paesi ACP. 
Se i proventi dell'esportazione di un prodotto di base (agricoli) scendono sotto la media presa a riferimento, l'Unione europea provvede ad un contributo con lo scopo di ricreare equilibrio. 
Questo aiuto è soggetto a rimborso, secondo quanto prescritto dalla Convenzione di Lomé.